# Top Volley Lamezia 2018-2019
Questa voce raccoglie le informazioni riguardanti la Top Volley Lamezia nelle competizioni ufficiali della stagione 2018-2019.

## Risultati

### Serie A2

#### Regular season

##### Girone di andata
| 1ª giornata - 14 ottobre 2018 Palestra La Bastia, Livorno        | Massa               | 3 - 0 | Top Volley Lamezia | 25-19, 25-20, 25-20               |
| 2ª giornata - 21 ottobre 2018 PalaCorigliano, Corigliano-Rossano | Top Volley Lamezia  | 0 - 3 | Mondovì            | 19-25, 20-25, 17-25               |
| 3ª giornata - 28 ottobre 2018 PalaCivitanova, Civitanova Marche  | Potentino           | 3 - 0 | Top Volley Lamezia | 25-20, 25-19, 25-18               |
| 4ª giornata - 1º novembre 2018 PalaValentia, Vibo Valentia       | Top Volley Lamezia  | 0 - 3 | Atlantide Brescia  | 21-25, 20-25, 16-25               |
| 5ª giornata - 4 novembre 2018 PalaValentia, Vibo Valentia        | Top Volley Lamezia  | 0 - 3 | Lupi Santa Croce   | 20-25, 20-25, 22-25               |
| 6ª giornata - 10 novembre 2018 Palazzetto dello Sport, Tricase   | Alessano            | 2 - 3 | Top Volley Lamezia | 25-22, 25-27, 21-25, 25-20, 11-15 |
| 7ª giornata - 18 novembre 2018 PalaValentia, Vibo Valentia       | Top Volley Lamezia  | 3 - 1 | Leverano           | 25-16, 25-20, 20-25, 25-22        |
| 8ª giornata - 24 novembre 2018 Palasport Fontescodella, Macerata | Macerata            | 3 - 1 | Top Volley Lamezia | 25-20, 25-23, 24-26, 25-21        |
| 9ª giornata - 2 dicembre 2018 PalaValentia, Vibo Valentia        | Top Volley Lamezia  | 0 - 3 | Roma               | 20-25, 13-25, 23-25               |
| 11ª giornata - 16 dicembre 2018 PalaRota, Spoleto                | Marconi             | 3 - 1 | Top Volley Lamezia | 25-23, 23-25, 25-17, 25-20        |
| 12ª giornata - 22 dicembre 2018 PalaFerraro, Cosenza             | Top Volley Lamezia  | 0 - 3 | Tricolore          | 23-25, 16-25, 21-25               |
| 13ª giornata - 26 dicembre 2018 PalaAlberti, Lauria              | Rinascita Lagonegro | 3 - 0 | Top Volley Lamezia | 25-19, 25-15, 25-20               |

##### Girone di ritorno
| 1ª giornata - 30 dicembre 2018 PalaFerraro, Cosenza                | Top Volley Lamezia | 0 - 3 | Massa               | 14-25, 19-25, 11-25               |
| 2ª giornata - 30 gennaio 2019 PalaManera, Mondovì                  | Mondovì            | 3 - 0 | Top Volley Lamezia  | 25-15, 25-21, 25-20               |
| 3ª giornata - 13 gennaio 2019 PalaFerraro, Cosenza                 | Top Volley Lamezia | 3 - 2 | Potentino           | 19-25, 18-25, 25-23, 30-28, 15-11 |
| 4ª giornata - 20 gennaio 2019 Centro sportivo San Filippo, Brescia | Atlantide Brescia  | 3 - 2 | Top Volley Lamezia  | 23-25, 24-26, 25-15, 25-20, 15-9  |
| 5ª giornata - 27 gennaio 2019 PalaParenti, Santa Croce sull'Arno   | Lupi Santa Croce   | 3 - 0 | Top Volley Lamezia  | 25-19, 25-22, 25-20               |
| 6ª giornata - 3 febbraio 2019 PalaFerraro, Cosenza                 | Top Volley Lamezia | 0 - 3 | Alessano            | 21-25, 26-28, 21-25               |
| 7ª giornata - 17 febbraio 2019 PalaIngrosso, Taviano               | Leverano           | 3 - 0 | Top Volley Lamezia  | 25-20, 25-14, 25-11               |
| 8ª giornata - 24 febbraio 2019 PalaFerraro, Cosenza                | Top Volley Lamezia | 0 - 3 | Macerata            | 18-25, 18-25, 23-25               |
| 9ª giornata - 3 marzo 2019 PalaHoney, Roma                         | Roma               | 3 - 1 | Top Volley Lamezia  | 25-18, 25-21, 18-25, 25-21        |
| 11ª giornata - 17 marzo 2019 PalaFerraro, Cosenza                  | Top Volley Lamezia | 1 - 3 | Marconi             | 18-25, 19-25, 25-21, 27-29        |
| 12ª giornata - 24 marzo 2019 PalaBigi, Reggio nell'Emilia          | Tricolore          | 3 - 0 | Top Volley Lamezia  | 25-10, 25-20, 25-23               |
| 13ª giornata - 30 marzo 2019 PalaFerraro, Cosenza                  | Top Volley Lamezia | 2 - 3 | Rinascita Lagonegro | 19-25, 25-21, 25-14, 22-25, 11-15 |

## Statistiche

### Statistiche di squadra
| Competizione | Punti | In casa | In casa | In casa | In trasferta | In trasferta | In trasferta | Totale | Totale | Totale |
| Competizione | Punti | G       | V       | P       | G            | V            | P            | G      | V      | P      |
| ------------ | ----- | ------- | ------- | ------- | ------------ | ------------ | ------------ | ------ | ------ | ------ |
| Serie A2     | 9     | 12      | 2       | 10      | 12           | 1            | 11           | 24     | 3      | 21     |
| Totale       | -     | 12      | 2       | 10      | 12           | 1            | 11           | 24     | 3      | 21     |

G = partite giocate; V = partite vinte; P = partite perse